# 大阪文化国際学校
大阪文化国際学校（おおさかぶんかこくさいがっこう、英:Osaka International School of Culture and Language）は学校法人岡学園が運営する日本語学校。
短期留学・長期留学で日本語を勉強して、大学や専門学校への進学を目指すことを目的とする。大阪府知事認可の各種学校。

## 所在地
- 〒530-0035 大阪府大阪市北区同心 2-11-12

## 沿革
- 1985年 - 大阪府堺市に前身の大阪国際学院を創立。
- 1991年 - 大阪市北区に移転。
- 2002年 - 学校法人岡学園大阪文化国際学校を設立。
- 2004年 - 大阪国際学院と大阪文化国際学校を統合し、学校法人岡学園大阪文化国際学校として一本化。